# Isabella di Gloucester
Isabella di Gloucester (1173 circa – Kenysham, 14 ottobre 1217) fu la prima moglie di Giovanni d'Inghilterra.

## La vita
Isabella di Gloucester nacque attorno al 1173 da William FitzRobert, II conte di Gloucester (morto 1183) e dalla moglie Hawise de Beaumont, suo nonno paterno era Roberto di Gloucester uno dei figli illegittimi di Enrico I d'Inghilterra. Suo padre morì nel 1183 lasciando ad Isabella il contado in eredità.
Diversi anni prima, il 28 settembre 1176, Isabella si era fidanzata con Giovanni il figlio minore di Enrico II d'Inghilterra, secondo l'accordo il re s'impegnava a trovare per Isabella il migliore marito possibile qualora il papa avesse rifiutato la dispensa e Isabella fu dichiarata la sola erede del contado e le sue sorelle Mabel ed Amice vennero diseredate.
Il 29 agosto 1189 Isabella e Giovanni si sposarono al castello di Marlborough e Giovanni assunse il titolo della moglie, tuttavia l'Arcivescovo di Canterbury Baldovino di Exeter dichiarò nulle le nozze per via della consaguineità che li legava (erano secondi cugini perché legati da Enrico I che era il loro bisnonno comune) e per questo le loro terre furono poste sotto Interdetto.
Papa Clemente III intervenne e dichiarò le nozze valide, ma proibì loro di intrattenere una relazione fisica.
Quando nel 1199 Riccardo I d'Inghilterra morì senza eredi la corona passò a Giovanni che, poco dopo essere asceso al trono, chiese ed ottenne l'annullamento delle nozze con Isabella, egli riuscì a tenere le terre della moglie ed ella non ebbe nulla da obiettare.
Poco dopo Giovanni diede il contado di Gloucester al nipote di Isabella, Amaury d'Evreux, figlio della sorella Mabel, forse per compensare la perdita dei titoli francesi che aveva perso a seguito del Trattato di Le Goulet siglato nel maggio del 1200. Egli morì senza eredi nel 1213 ed Isabella tornò a detenere il titolo di contessa.
Nel gennaio 1214 Isabella si risposò con Geoffrey FitzGeoffrey de Mandeville, II conte di Essex (1191circa-23 febbraio 1216), rimasta vedova si risposò nel settembre del 1217 con Hubert de Burgh.
Questo matrimonio fu oltremodo breve, circa un mese dopo le nozze Isabella morì presso l'abbazia di Kenysham, le venne data sepoltura alla Cattedrale di Canterbury.

## Riferimenti culturali
Isabella è apparsa in alcune opere:
- Nel romanzo The Devil and King John ad opera di Philip Lindsay Isabella, qui chiamata Hawise, viene descritta come una strega
- Nella serie televisiva Robin Hood appare con il nome di Hawise ed è interpretata da Patricia Hodge
- Nella serie televisiva Robin Hood del 1955 appare in un episodio intitolato Isabella ed è interpretato da Helen Cherry
- Nel film del 2010 Robin Hood è interpretata da Jessica Raine